# 사미 (불교)

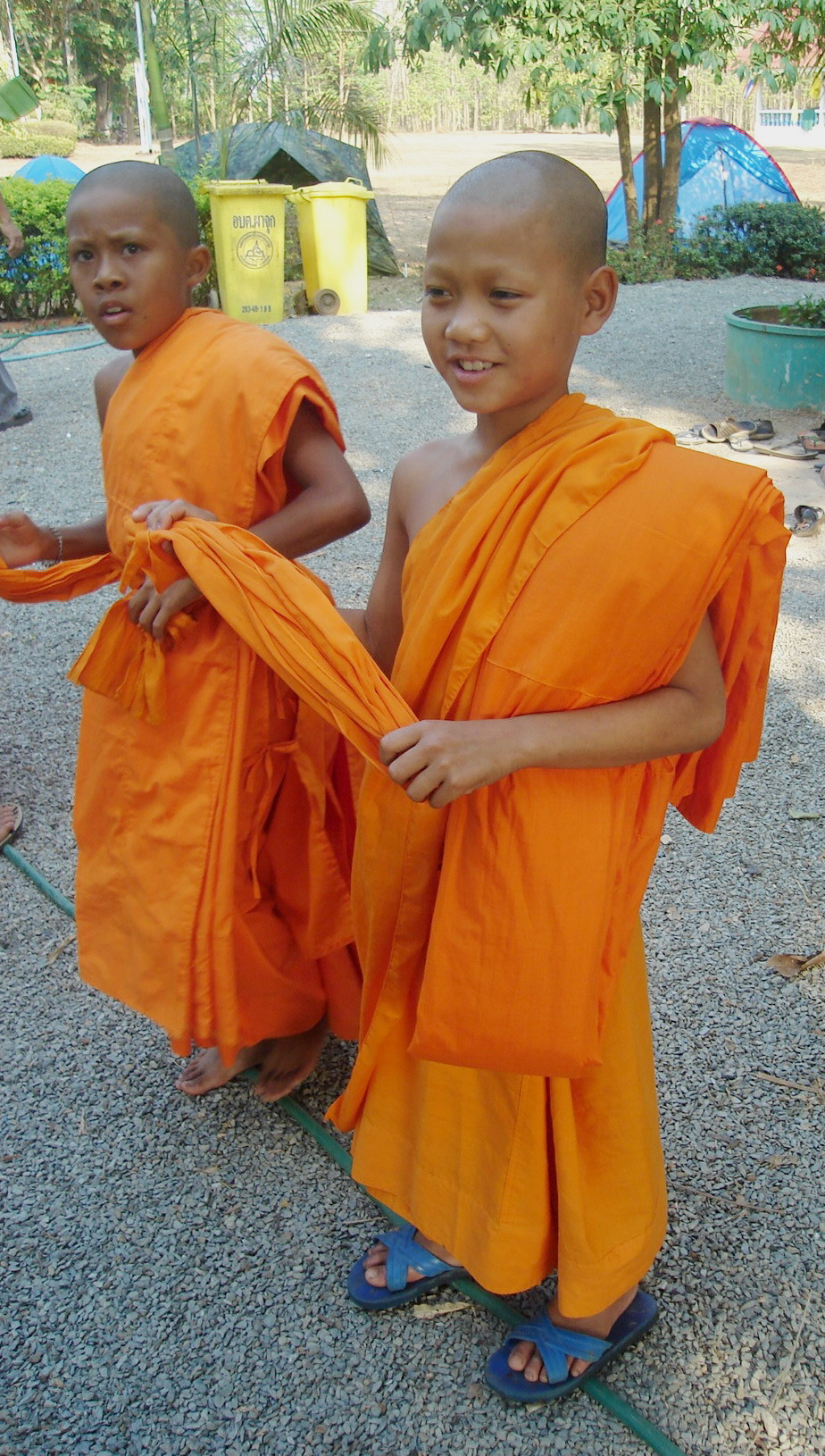
태국의 사미

사미(沙彌)는 출가하여 10계(戒)를 받아 지키는 20세 미만의 어린 남자를 가리키는 말로, 즉 예비 승려라 할 수 있다. 이러한 여자를 사미니(沙彌尼)라 부른다.
사미(沙彌)는 산스크리트어 스라마네라(sramanera)의 음역으로서, 식자(息慈) · 근책남(勤策男) 등으로 번역되며, 사미니(沙彌尼)는 산스크리트어 스라마네리카(sramanerika)의 음역으로 근책녀(勤策女)라고 번역한다. 모두 출가하여 10계(十戒)를 지키고 구족계(具足戒)를 받게 될 때까지의 남녀 소승(小僧)을 가리킨다.
사미니의 경우, 18세에서 20세까지의 2년간, 특히 불음 · 불도(不盜) · 불살(不殺) · 불허광어 · 불음주(不飮酒) · 불비시식(不非時食)의 6법(六法)을 행하는 것을 식차마나(式叉摩那 · siksamana)라고 하며, 학법녀(學法女) · 학계녀(學戒女)로도 번역한다.

## 같이 보기
- 칠부중
- 출가자

## 참고 문헌
- 이 문서에는 다음커뮤니케이션(현 카카오)에서 GFDL 또는 CC-SA 라이선스로 배포한 글로벌 세계대백과사전의 내용을 기초로 작성된 글이 포함되어 있습니다.